# Jaspis velezi
Jaspis velezi är en svampdjursart som först beskrevs av Wintermann-Kilian och Kilian 1984.  Jaspis velezi ingår i släktet Jaspis och familjen Ancorinidae. Inga underarter finns listade i Catalogue of Life.